# Nigel Bluck
Nigel Bluck (* in Gisborne) ist ein neuseeländischer Kameramann.

## Leben
Nigel Bluck wurde Anfang der 1970er Jahre im nordneuseeländischen Gisborne als Sohn von John Bluck, dem späteren Dekan der ChristChurch Cathedral und Bischof von Waiapu, geboren. Seine Schwester Jessica Bluck war später auch in der Filmindustrie tätig. Die Familie zog in die Schweiz, als ihr Vater Leiter der Kommunikation beim Ökumenischen Rat der Kirchen wurde.
Nach der Rückkehr nach Neuseeland besuchte Bluck die High School in Dunedin und studierte dann Film an der Ilam School of Fine Arts der University of Canterbury und später an der Australian Film Television and Radio School in Sydney. Erste Erfahrungen sammelte er 1994 bei den Dreharbeiten zu Peter Jacksons Drama Heavenly Creatures. Später filmte er zahlreiche Werbespots. Im Jahr 2001 übernahm er beim Film Stickmen erstmals hauptverantwortlich die Kamera, allerdings noch mit Unterstützung seines Mentors Alun Bollinger. Danach arbeitete Bluck erneut für Regisseur Peter Jackson, der ihn für alle Teile seiner Filmtrilogie Der Herr der Ringe als Kameramann der Second Unit engagierte.
Es folgten zahlreiche nationale und internationale Filmproduktionen. Bluck arbeitete an Filmen wie Half Moon, The Tree und Son of a Gun. Anerkennung und mehrere Preise brachte ihm vor allem die Arbeit an Tony Ayres’ Drama The Home Song Stories (2007) ein. Für seine Kameraarbeit am Post-Apartheid-Drama Ladygrey würdigte ihn das Branchenmagazin Variety 2015 als einen von „10 Cinematographers to Watch“. Im gleichen Jahr übernahm Bluck bei allen acht Folgen der zweiten Staffel der Krimiserie True Detective die Kamera. Serienschöpfer Nic Pizzolatto engagierte Bluck 2019 erneut für zwei Folgen der dritten Staffel von True Detective. Im gleichen Jahr filmte Bluck die Tragikomödie The Peanut Butter Falcon.
Aus seiner Beziehung mit der Kamerafrau Jac Fitzgerald ging ein Sohn hervor. Nach mehreren Jahren in Los Angeles lebt die Familie seit dem Jahr 2020 wieder in Neuseeland.

## Filmografie (Auswahl)
- 2001: Stickmen
- 2006: Like Minds – Verwandte Seelen (Like Minds)
- 2006: Half Moon
- 2007: The Home Song Stories
- 2009: Handsome Harry
- 2010: The Tree
- 2011: Running to America (Dokumentarfilm)
- 2014: Son of a Gun
- 2015: Ladygrey
- 2015, 2019: True Detective (Fernsehserie, 10 Episoden)
- 2017: S.W.A.T. (Fernsehserie, 1 Episode)
- 2019: The Peanut Butter Falcon
- 2019: Prodigal Son – Der Mörder in Dir (Prodigal Son, Fernsehserie, 1 Episode)
- 2020: Tigertail
- 2022: Massive Talent (The Unbearable Weight of Massive Talent)
- 2023: Americana
- 2025: Lilo & Stitch